# Mixed media
Mixed media (ungefär: "blandade uttrycksmedel") är en term som används för att beskriva konstverk från där olika material kombinerats med exempelvis olja, pastell, collage och akryl eller olika konstformer (även kallade multimedia eller intermedia).
Mixed Media går även att använda inom textilt skapande.